# Aguatón
Aguatón är en kommun i Spanien.   Den ligger i provinsen Provincia de Teruel och regionen Aragonien, i den östra delen av landet, 210 km öster om huvudstaden Madrid. Arean är 21,0 kvadratkilometer. Aguatón gränsar till Argente, Bueña, Singra, Torrelacárcel och Torremocha de Jiloca. 
Terrängen i Aguatón är kuperad åt sydväst, men åt nordost är den platt.